# هارون دوايت ستيفنز
هارون دوايت ستيفنز (بالإنجليزية: Aaron Dwight Stevens)‏ هو مناهض العبودية ‏ أمريكي، ولد في 15 مارس 1831 في ليسبون في الولايات المتحدة، وتوفي في 16 مارس 1860 في تشارلز تاون في الولايات المتحدة بسبب شنق.